# Марк Ломбарді
Марк Ломбарді (англ. Mark Lombardi; 23 березня 1951 — 22 березня 2000) — американський неоконцептуальний митець. Спеціалізувався на створенні рисунків, що документували підозрілі фінансові та політичні махінації впливовими фігурами в бізнесі та політиці, а також використання та зловживання владою.

## Освіта та початок кар'єри
Ломбарді народився в містечку Манліус, штату Нью-Йорк, що знаходиться неподалік Сірак'юс. Він вивчав історію мистецтва в університеті Сірак'юса, а в 1974 році отримав ступінь бакалавра мистецтв. Під час навчання Ломбарді вже працював головним дослідником для виставки 1973 року «Teapot Dome to Watergate» — мультимедійний колаж, головні елементи якого відображали різні скандали в уряді США. Ця виставка виникла в зв'язку з Вотергейтським скандалом. В 1975 році Джеймс Харітас (колишній директор музею мистецтв Еверсон в Сірак'юсі) прийняв Ломбарді на посаду помічника куратора Музею сучасного мистецтва в Х'юстоні, штату Техас, в якому Джеймс працював директором. Ломбарді працював там приблизно два роки, до 1976. Перебуваючи в Х'юстоні, він також відкрив невеличку культурну галерею «Square One». Пізніше Ломбарді працював бібліографом консультантом у відділі Образотворчого мистецтва в Публічній бібліотеці Х'юстона. Крім того, він почав створювати регіональний архів митців, а також написав дві книги: першу про нарко-війни, а другу про жанр мистецтва панорам, що було забутим на той час. Протягом цього часу, Ломбарді також захоплювався абстрактним живописом; це захоплення було для нього лише хобі.

## Кар'єра
За шість років до своєї смерті, Ломбарді почав малювати олівцем діаграми мереж злочинності та зговорів. Пізніше він став відомим завдяки саме цим роботам. На початку 1990-х він почав вивчати різні скандали свого часу, зокрема скандал навколо BCCI, скандал навколо Harken Energy та кризу Ощадно-позичкової асоціації. Після створення тисячі іноформаційних карток протягом своїх досліджень Ломбарді втратив можливісіть ефективно працювати з ними. Це стало поштовхом для створення діаграм, що упорядковували інформаційні картки. Діаграми задумували як інструмент для його роботи, але скоро Ломбарді усвідомив, що цей метод поєднання тексту та зображень продукує нову інформацію. Ломбарді стверджує, що ця ідея прийшла до нього під час обговорення одного із учасників скандалу Іран-контрас — Аднана Хашоггі. Протягом цього обговорення Ломбарді почав робити записи, потім набросав просту діаграму, що показувала американські зв'язки Хашоггі. Пізніше він почав відображати у вигляді таких діаграм всю інформацію, яка накопичилась і його картотеці.
На початку основну увагу Ломбарді приділяв нарко-війнам, що і було основною темою одного з його творів. Але, в зв'язку з серією публікацій Піта Бреутона у січні 1990 про скандал Houston S&L, в яким Бреутон стверджує, що сім'я Бушів, ЦРУ та члени мафії де-факто мали зговори щодо викрадення великих сум грошей, Ломбарді переключився на розслідування відмиття викрадених грошей. Вивчення скандалів не було повністю абстрагованим заняттям: чоловік колишньої однокласниці потрапив у нещасний випадок; після його зникнення, все що залишилося від його тіла була його щелепа.
Ломбарді розлучився з дружиною в жовтні 1996 та переїхав до Вільямсбургу в Брукліні за порадою друга Фреда Томаселі. Там він брав участь у груповій виставці в Дровінг Центрі під назвою «Вибори: Зима 1997», а також у двох персональних виставках: «Німі партнери» (листопад 1998 в П'єрогі 2000 в Брукліні) та «Порочне коло» (1999, галерея Девон Голден у Челсі) візуалізація книги Джонатана Квінті на тему залученості мафії на комерційних ринках.
В березні 2000 року, за день до своєї смерті, Ломбарді перевіз всі свої роботи в галерею П'єгорі 2000. Після цього він закрився у себе вдома та повісився: за день до свого дня народження та через три роки після переїзжу до Вільямсбургу.

## Роботи
Ломбарді називав свої діаграми «Структури-історії» (англ. Narrative Structures) Вони структурно подібні до соціограм — тип візуалізації графів, що використовується в області аналізу соціальних мереж, і в меншій ступені більш ранніми митцями як Ганс Хааке. Іншими важливими особами, що вплинули на творчість Ломбарді були філософ Герберт Маркузе та експерт по візуалізації Едвард Тафті.

## Виставки після смерті
Найбільша виставка творів Ломбарді («Марк Ломбарді: Глобальні мережі») була організована Independent Curators, Inc. під керівництвом Роберта Гобса. Виставка була представлена у дев'яти різних музеях протягом 2003—2005 років та була предметом декількох оглядів у пресі. Експонати були опубліковані у вигляді книги в 2003 році.
Декілька робіт Ломбарді були включені в шоу 2010 року, NineteenEightyFour, що проводилася в Австрійському культурному форумі Нью-Йорку.
Повторна виставка робіт Ломбарді проводилася в галереї П'єгорі в 2011 році. Під час цієї виставки крім робіт Ломбарді були представлені його книжна полиця та вітрина з деякими матеріалами, на які він посилався, а також відео-інтерв'ю 1996 року зроблене Едні Маном.
20 робіт Ломбарді постійно представлені в музеї сучасного мистецтва в Нью-Йорці. Ще 10 робіт знаходяться в Музеї Вітні американського мистецтва. та були предметом розслідування ФБР після терористичного акту 11 вересня 2001 року.
В 2012 році німецький режисер Марайке Вегенер створив документальний фільм під назвою «Марк Ломбарді: Мистецтво та конспірація». Прем'єра фільму мала місце в травні 2012 року в Німеччині та на Бруклінському кінофестивалі.

## Зовнішні ланки
- Richard, Frances (2002). «Obsessive — Generous: Toward a Diagram of Mark Lombardi» [Архівовано 21 січня 2013 у Wayback Machine.], Wburg.com, Vol. 2, #2, Winter 2001—2002 issue. Reduced version of article included in the Global Networks catalog.
- Mark Lombardi Artist Page [Архівовано 1 травня 2013 у Wayback Machine.] at Pierogi Gallery
- «Learning from Lombardi» [Архівовано 19 листопада 2010 у Wayback Machine.] — Benjamin Fry